# Майнарди, Элиза
Элиза Майнарди (итал. Elisa Mainardi; 27 июля 1930, Рим, Италия — 8 мая 2016, там же) — итальянская актриса.

## Биография
Элиза Майнарди родилась 27 июля 1930 года в Риме, Италия. Окончила школу драмы Пьетро Шароффа в Риме. Дебютировала в фильме «Дочь вынуждена» (итал. La Figlia del ForzatoLa Figlia del Forzato, 1953, реж. Гаэтано Амата). Дебют Майнарди на театральной сцене состоялся в 1956 году в постановке Оттавио Спадаро «Коррупция в здании суда», за эту роль актриса сразу же получила признание критиков.
Яркая выразительная внешность Элизы Майнарди, её мастерство перевоплощения, острая характерность привлекли к актрисе внимание Федерико Феллини. Она стала одной из любимиц выдающегося итальянского режиссёра, снявшись в его фильмах «Сатирикон» (1969), «Рим» (1972), «Казанова Федерико Феллини» (1977), «И корабль плывет…» (1983).
Майнарди также с успехом исполняла роли второго плана в комедиях и драмах известных итальянских режиссёров Марио Моничелли, Дино Ризи, Пупи Авати, Альберто Сорди, Нанни Лоя, снявшись в целом за время своей актёрской карьеры почти в 80-ти фильмах.
С 1961 года Майнарди активно снималась на телевидении.
Элиза Майнарди умерла 8 мая 2016 года в Риме в возрасте 85 лет.

## Избранная фильмография
| Год  |   | Русское название                 | Оригинальное название                          | Роль                                |
| ---- | - | -------------------------------- | ---------------------------------------------- | ----------------------------------- |
| 1953 | ф | Дочь вынуждена                   | La figlia del forzato                          |                                     |
| 1961 | ф | Вендетта                         | La Vendetta                                    | дочка Бастии                        |
| 1964 | ф | Преступление на двоих            | Crimine a due                                  | женщина, пославшая анонимку         |
| 1967 | ф | Обеспечить девушкой              | Assicurasi Vergine                             | Дора                                |
| 1969 | ф | Сатирикон Феллини                | Fellini - Satyricon                            | Арианна                             |
| 1969 | ф | Женабель                         | Zenabel                                        | Amica di Zenabel / подруга Женабель |
| 1970 | ф | Нини Тирабушо                    | Ninì Tirabusciò: la donna che inventò la mossa |                                     |
| 1972 | ф | Глаз в лабиринте                 | L'Occhio nel labirinto                         | директор детского дома              |
| 1972 | ф | Мой дорогой убийца               | Mio caro assassino                             | служанка в доме Морония             |
| 1972 | ф | Рим                              | Roma                                           | жена фармацевта / кинозрительница   |
| 1973 | ф | Секретный дневник женской тюрьмы | Diario segreto da un carcere femminile         | тюремная матрона                    |
| 1974 | ф | Увеличение доли                  | Il Piatto piange                               |                                     |
| 1976 | ф | Красная гвоздика                 | Il Garofano rosso                              |                                     |
| 1976 | ф | Казанова Федерико Феллини        | Il Casanova di Federico Fellini                | гостья                              |
| 1978 | ф | Железный комиссар                | Il Commissario di ferro                        | консьержка                          |
| 1979 | ф | Одержимая дьяволом               | Malabimba                                      | медиум                              |
| 1979 | ф | Тигры в губной помаде            | Letti selvaggi                                 | женщина в поезде                    |
| 1980 | ф | Спокойные деревенские женщины    | Tranquille donne di compagna                   | Нена                                |
| 1980 | ф | Терраса                          | La Terrazza                                    |                                     |
| 1980 | ф | Я и Катерина                     | Io e Caterina                                  | Тереза, официантка                  |
| 1981 | ф | Маркиз дель Грилло               | Il Marchese del Grillo                         | жена Гасперино                      |
| 1983 | ф | И корабль плывёт…                | E la nave va                                   | Тереза Валеньяни                    |
| 1990 | ф | Жёлтая зона                      | Area gialla                                    |                                     |
| 1990 | ф | Странная болезнь                 | Il Male oscuro                                 |                                     |
| 1993 | ф | Время поворота                   | Il Tempo del ritorno                           |                                     |